# Vulturu (okręg Tulcza)
Vulturu – wieś w Rumunii, w okręgu Tulcza, w gminie Maliuc. W 2011 roku liczyła 46 mieszkańców.